# Liste der australischen Meister im Schach
Die Liste der australischen Meister im Schach enthält die Sieger aller australischen Einzelmeisterschaften.

## Allgemeines
Der Titel des australischen Meisters wurde erstmals 1885 ausgespielt, bis in die 1920er Jahre hinein wurde der Wettbewerb jedoch nur unregelmäßig ausgetragen. Seit 1922 wird der Wettbewerb (unterbrochen durch den Zweiten Weltkrieg) im Allgemeinen alle zwei Jahre ausgetragen, wobei 1968/69 und 1969/70 in zwei aufeinander folgenden Jahren der Titel ausgespielt wurde. Seit 1971 werden in den Jahren, in denen keine australische Meisterschaft stattfindet, die Australian Open ausgetragen, an denen auch ausländische Spieler teilnehmen dürfen.
Die Meisterschaft der Frauen wurde erstmals 1966 ausgetragen. Sie war zunächst ein selbständiges Turnier, seit 2003 wird der Titel an die bestplatzierte australische Spielerin in den Australian Open vergeben. Ursprünglich wurde der Titel nur vergeben, wenn an den Australian Open mindestens sechs Frauen aus mindestens drei australischen Bundesstaaten oder Territorien teilnahmen; nachdem der Titel allerdings fünfmal in Folge nicht vergeben werden konnte, wurden die Bestimmungen gelockert.

## Australische Meister
| Jahr      | Ort         | Meister                         |
| --------- | ----------- | ------------------------------- |
| 1885      | Melbourne   | Frederick Esling                |
| 1887      | Adelaide    | Henry Charlick                  |
| 1888      | Melbourne   | William Crane                   |
| 1893      | Sydney      | Albert Wallace                  |
| 1895      | Melbourne   | Albert Wallace                  |
| 1896      | Sydney      | Albert Wallace                  |
| 1897      | Warrnambool | William Crane                   |
| 1897      | Sydney      | Julius Jacobsen                 |
| 1906      | Perth       | William Viner                   |
| 1912      | Sydney      | William Viner                   |
| 1913      | Bellingen   | William Viner                   |
| 1922      | Melbourne   | Charles Gilbert Marriott Watson |
| 1924      | Brisbane    | William Viner                   |
| 1926      | Sydney      | Spencer Crakanthorp             |
| 1928/29   | Perth       | Spencer Crakanthorp             |
| 1930/31   | Melbourne   | Charles Gilbert Marriott Watson |
| 1932/33   | Sydney      | Gary Koshnitsky                 |
| 1934/35   | Melbourne   | Cecil Purdy                     |
| 1936/37   | Perth       | Cecil Purdy                     |
| 1938/39   | Sydney      | Gary Koshnitsky                 |
| 1945      | Sydney      | Lajos Steiner                   |
| 1946/47   | Adelaide    | Lajos Steiner                   |
| 1948/49   | Melbourne   | Cecil Purdy                     |
| 1951      | Brisbane    | Cecil Purdy                     |
| 1952/53   | Hobart      | Lajos Steiner                   |
| 1954/55   | Perth       | John Purdy                      |
| 1956/57   | Melbourne   | Karlis Ozols, Stefan Lazare     |
| 1958/59   | Sydney      | Lajos Steiner                   |
| 1960      | Adelaide    | Lucius Endzelins                |
| 1962/63   | Perth       | John Purdy                      |
| 1964/65   | Hobart      | Douglas G. Hamilton             |
| 1967      | Brisbane    | Douglas G. Hamilton             |
| 1968/69   | Melbourne   | Walter Browne                   |
| 1969/70   | Sydney      | Alfred Flatow                   |
| 1971/72   | Melbourne   | Maxwell Fuller, Trevor Hay      |
| 1973/74   | Cooma       | Robert Jamieson                 |
| 1975/76   | Sydney      | Serge Rubanraut                 |
| 1977/78   | Perth       | Robert Jamieson                 |
| 1979/80   | Adelaide    | Ian Rogers                      |
| 1981/82   | Melbourne   | Douglas G. Hamilton             |
| 1983/84   | Sydney      | Darryl Johansen                 |
| 1985/86   | Toowoomba   | Ian Rogers                      |
| 1987/88   | Gosford     | Darryl Johansen                 |
| 1989/90   | Sydney      | Darryl Johansen                 |
| 1991/92   | Melbourne   | Alexander Wohl                  |
| 1993/94   | Melbourne   | John-Paul Wallace               |
| 1995/96   | Sydney      | Guy West                        |
| 1997/98   | Melbourne   | Ian Rogers                      |
| 1999/2000 | Tumbi Umbi  | Darryl Johansen                 |
| 2001/02   | Melbourne   | Darryl Johansen                 |
| 2003/04   | Adelaide    | Gary Lane                       |
| 2005/06   | Brisbane    | Ian Rogers                      |
| 2008      | Parramatta  | Stephen Solomon                 |
| 2010      | Cammeray    | Zhao Zong-Yuan                  |
| 2012      | Geelong     | Darryl Johansen                 |
| 2014      | Springvale  | Max Illingworth                 |
| 2016      | Melbourne   | Bobby Cheng                     |
| 2018      | Sydney      | Max Illingworth                 |
| 2020      | Sydney      | Temur Kuibokarow                |
| 2022      | Gold Coast  | Temur Kuibokarow                |
| 2024      | Adelaide    | Rishi Sardana                   |

## Australische Meisterinnen der Frauen
| Jahr | Meisterin                                                       |
| ---- | --------------------------------------------------------------- |
| 1966 | Marion McGrath                                                  |
| 1969 | Marion McGrath                                                  |
| 1972 | Narelle Kellner                                                 |
| 1974 | Narelle Kellner                                                 |
| 1976 | Marion McGrath                                                  |
| 1978 | Lynda Pope                                                      |
| 1980 | Marion McGrath                                                  |
| 1982 | Anne Slavotinek                                                 |
| 1984 | Anne Slavotinek                                                 |
| 1986 | Josie Wright                                                    |
| 1988 | Carin Craig                                                     |
| 1990 | Josie Wright                                                    |
| 1992 | Katrin Aladjova-Wills                                           |
| 1994 | Boglarka Remenyi, Narelle Szuveges, Elizabeth Ports, Lee Fraser |
| 1995 | Daniela Nuțu-Gajić                                              |
| 1998 | Ngan Phan-Koshnitsky                                            |
| 1999 | Irina Berezina-Feldman                                          |
| 2002 | Narelle Szuveges                                                |
| 2003 | Slavica Sarai                                                   |
| 2015 | Heather Richards                                                |
| 2017 | Alexandra Jule                                                  |
| 2019 | Julia Ryschanowa                                                |
| 2023 | Leah Rice                                                       |

## Meister im Fernschach
1. Cecil Purdy (1937–1939)
2. Cecil Purdy (1946–1948)
3. Romanas Arlauskas (1948–1950)
4. Max Salm (1953–1955)
5. Karlis Ozols, John Kellner (1956–1959)
6. John Kellner (1959–1961)
7. Lloyd Fell (1961–1963)
8. Allan Miller, Max Salm (1964–1966)
9. Clive Barnett (1967–1969)
10. Peter Thompson (1970–1972)
11. Michael Woodhams (1973–1975)
12. Irvis Venclovas, Greg Ware (1975–1977)
13. Norton Jacobi, Roy Weigand (1977–1979)
14. Kevin Harrison (1979–1981)
15. Simon Jenkinson (1981–1983)
16. Lloyd Fell (1983–1985)
17. Guy West (1985–1987)
18. Frank Hutching (1987–1989)
19. Jose Silva (1989–1991)
20. Frank Hutching (1991–1993)
21. Bill Jordan (1993–1995)
22. Clive Barnett, Stewart Booth (1995–1997)
23. Mike Juradowith (1997–1999)
24. Stewart Booth (1999–2001)
25. Gary Benson (2011-2003)
26. Ralph Basden (2002–2004)
27. (2003–2006)
28. Bruce Oates (2004–2007)
29. Clive Barnett, John Paul Fenwick (2005–2009)[2]
30. Clive Barnett (2006–2008)[3]
31. E. B. Morgan (2007–2011)[4]
32. John Paul Fenwick (2008–2010)[5]
33. Simon Jenkinson (2010–2011)[6]
34. Clive Murden (2012–2014)[7]
35. Colin McKenzie (2013–2014)[8]
36. Colin McKenzie (2014–2016)[9]
37. Barrie Mulligan (2015–2018)[10]
38. Richard Egelstaff (2016–2018)[11]
39. Barrie Mulligan (2017–2018)[12]
40. Joe Tanti (2018–2020)[13]
41. Barrie Mulligan (2019–2020)[14]
42. Eric Staak (2020–2021)[15]
43. Simon Jenkinson (2021–2022)[16]
44. Simon Jenkinson, Eric Staak (2022–2023)[17]